# Michail Staduchin

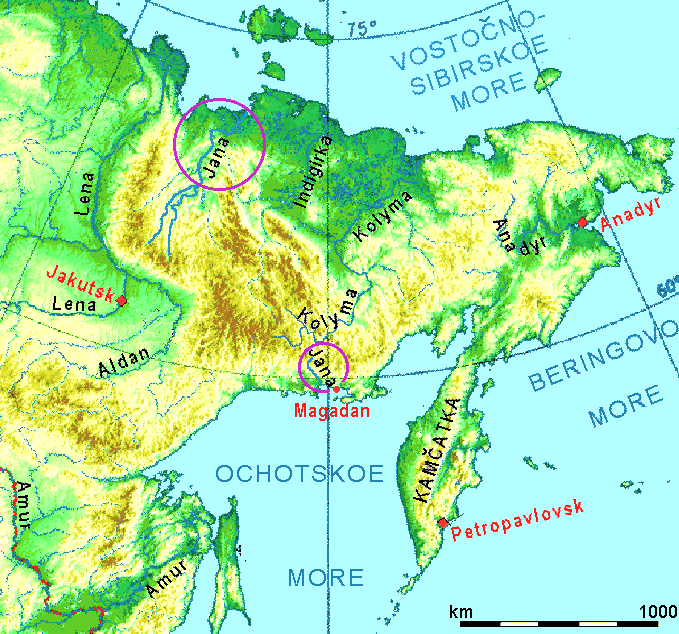
Mappa della Siberia nord orientale: la meta delle esplorazioni di Michail Staduchin

Michail Vasil'evič Staduchin ((in russo Михаил Васильевич Стадухин?); Pinega, ... – 1666) è stato un esploratore russo, uno dei primi a raggiungere i fiumi della Siberia nord orientale e la parte settentrionale del mare di Ochotsk.

## Biografia
Nacque probabilmente nel villaggio di Pinega, nipote di un mercante moscovita; era un pomory.

## La spedizione verso il Kolyma e l'Anadyr'
Nel 1633 era sul Lena, nel 1641 condusse una spedizione (alla quale partecipava anche Semën Dežnëv) verso un affluente dell'Indigirka non meglio identificato chiamato Yemolkon; il toponimo è probabilmente una variante di Ojmjakon, il che porterebbe a credere, se il collegamento è corretto, che si inoltrò discretamente a monte e nell'entroterra. Nel 1642-3, viste le poche pellicce trovate e l'ostilità degli indigeni, Staduchin ed il suo seguito costruirono un koč e scesero l'Indigirka fino al mare, dove incontrarono Yarilo Zyryan, che aveva avuto a sua volta poca fortuna sull'Alazeja. Il gruppo unito si diresse navigando verso il Kolyma, nei pressi del quale (probabilmente a Srednekolymsk) si stabilirono per l'inverno; l'area presto si rivelò come una delle più ricche di pellicce della Siberia orientale. Nel 1645 ritornò a Jakutsk con un carico di zibellini e due anni dopo, nel 1647, gli venne ordinato di tornare in Siberia e di conquistare il fiume Pogyča, che si pensava si trovasse a est del Kolyma. Costretto dalle cattive condizioni atmosferiche a svernare sullo Jana, la primavera seguente andò via slitta sull'Indigirka, costruì un koč e fece rotta sul Kolyma, dove apprese che Dežnëv se n'era andato per recarsi sul Pogyča. Nel luglio 1649, in una spedizione composta da trenta uomini e due koč (uno dei quali affondò), raggiunse probabilmente il capo orientale della baia del Čaun (alcuni lo collocano addirittura sulla baia Koljučinskaja); successivamente venne a sapere dagli indigeni che due delle imbarcazioni di Dežnëv erano naufragate ed i loro equipaggi uccisi dai nativi, mentre di altre due se ne erano perse le tracce. Visti tali resoconti inquietanti, ed alle prese con poche provviste, scarsa pesca ed una costa rocciosa, Staduchin tornò indietro. Nel frattempo, si era sparsa la voce che le sorgenti dell'Anjuj erano vicine a quelle dell'Anadyr'; convinto che quest'ultimo fosse il tanto agognato Pogyča, l'esploratore si mise in cammino e dopo un viaggio in slitta di sette settimane, si imbatté nel campo di Semën Dežnëv, Anadyrsk. I due gruppi passarono l'anno seguente a litigare, esplorare e raccogliere tributi dagli indigeni Anaul.

## Sul mare di Ochotsk
Nel febbraio o marzo del 1651 Staduchin si diresse verso sud e raggiunse il Penžina dove, dopo il disgelo, costruì una barca e fece rotta ad ovest lungo la costa per passare l'inverno alla foce del Gižiga. Nell'autunno del 1652 svernò sullo Jama, a est di Magadan e qualche tempo dopo sul Tauj (sul lato occidentale della baia di Magadan). Nel 1657 apparve a Ochotsk, nel 1659 era a Jakutsk per poi andare a Mosca, dove venne nominato atamano; fece infine ritorno a Jakutsk, dove morì nel 1666.
Date le poche fonti, non è chiaro cosa fece nei sei anni che gli occorsero per andare dal Penžina a Ochotsk: è possibile che abbia esplorato alcune parti della Kamčatka occidentale ed abbia attraversato l'istmo settentrionale nel punto dal quale si riesce a vedere il Pacifico; la storia che lo descrive circumnavigare completamente la penisola, invece, è probabilmente una leggenda.
Secondo molti dei documenti rimasti Staduchin sembrava avere un brutto carattere: le fonti riportano litigi con gli altri russi e maltrattamenti verso i nativi. Non va confuso con Taras, Garasim e Jakob Staduchin (probabilmente i suoi due fratelli e figlio) che erano in Siberia a quel tempo.

## Fonti
- Raymond H Fisher, The Voyage of Semen Dezhnev in 1648, The Hakluyt Society, 1981.
- (RU) Burykin, A.A. Pokhody Mikhaila Stadukhina i otkrytiye Kamchatki